# Eurocentre
Eurocentre est un pôle multimodal français situé dans la Haute-Garonne en bordure nord du Girou et pour en partie de l'Hers-Mort où ils y confluent, à 19 km au nord de Toulouse, sur les communes de Castelnau-d'Estretefonds et Villeneuve-lès-Bouloc, et à 30 km par autoroute de la plate-forme aéroportuaire de Toulouse-Blagnac. En combinant rail-route-autoroute, cette plate-forme est un des premiers pôles logistiques d'Europe du Sud par sa taille et la qualité de ses aménagements.

## Infrastructures
Le site d’Eurocentre est géré par un établissement public.
La plate-forme économique d'Eurocentre fait une surface de 300 ha pour plus de 100 entreprises. 
Elle génère à elle seule près de 3 000 emplois.
L'accès se fait par l'autoroute A62, par l’échangeur 10.1 en direction (Grenade Eurocentre), et par une desserte ferroviaire de la SNCF.

## Histoire
Il a été créé en 1999, à l'initiative du conseil général de la Haute-Garonne et du conseil régional de Midi-Pyrénées et des communes de Castelnau-d'Estretefonds et Villeneuve-lès-Bouloc, en coopération avec le port de Barcelone depuis 2005 qui y possède plus de 20 ha.

## Entreprises présentes
Liste non exhaustive
- Scania (concessionnaire poids lourd),
- Liebherr (concessionnaire de machines de BTP),
- Groupe Casino (plateforme frais et sec du sud ouest),
- La Poste (Centre de tri),
- Danone (plateforme logistique),
- Décathlon (centre d’approvisionnement régional),
- GEFCO (transporteur routier),
- EDF-GDF (Plate-forme logistique),
- Geodis Calberson (transporteur routier),
- STEF (transporteur routier),
- Norbert Dentressangle (transporteur routier)
- I-Run
- Amazon Logistics (Centre de livraison)